# Список ліцеїв України
|  | Службовий список статей, створений для координації робіт з розвитку теми. Це попередження не встановлюється на інформаційні списки і глосарії. |

Далі наведено неповний список ліцеїв України.

## Ліцеї України

### Дніпро
- Українсько-американський ліцей при Національному гірничому університеті
- Дніпровський академічний ліцей
- Дніпровський ліцей інформаційних технологій при Дніпровському національному університеті імені Олеся Гончара
- Дніпровський міський юридичний ліцей
- Дніпровський обласний медицичний ліцей-інтернат
- Дніпровський професійний будівельний ліцей
- Дніпровський професійно-технічний ліцей харчових технологій
- Дніпровський технічний ліцей  (рос.)
- Інформаційно-юридичний ліцей
- Ліцей №100
- Навчально-виховний техніко-економічний ліцей № 61
- Фінансово-економічний ліцей

### Донецьк
- Донецький бізнес-ліцей
- Донецький ліцей № 30
- Донецький ліцей № 54
- Донецький ліцей «Інтелект»
- Донецький ліцей «Коледж»
- Ліцей при Донецькому національному університеті

### Житомир
- Ліцей № 25 м. Житомира
- Житомирський міський ліцей при ЖДТУ
- Житомирський екологічний ліцей №24
- Житомирський професійний ліцей харчових технологій
- КЗ «Житомирський обласний ліцей-інтернат для обдарованих дітей» ЖОР
- Ліцей № 2
- Житомирський професійний технологічний ліцей

### Київ
- Авіакосмічний ліцей НАУ ім.Сікорського
- Києво-Печерський ліцей № 171 «Лідер»
- Київський природничо-науковий ліцей № 145 (ПНЛ № 145)
- Київський професійний будівельний ліцей (ПТУ-27)
- Київський спортивний ліцей-інтернат  (КСЛІ)
- Ліцей «Поділ» № 100
- Ліцей № 142
- Ліцей «ЕКО» № 198
- Ліцей «Інтелект»
- Ліцей «Наукова зміна»
- Міжнародний ліцей «Гранд»
- Науковий ліцей №208
- Політехнічний ліцей НТУУ «КПІ»
- Русанівський ліцей  (рос.)
- Технічний ліцей НТУУ "КПІ"

- Український гуманітарний ліцей
- Український медичний ліцей НМУ О.О. Богомольця
- Український фізико-математичний ліцей
- Французький ліцей імені Анни Київської
- Фінансовий ліцей Подільского району м. Києва
- Ліцей Київського міжнародного університету
- Ліцей «Престиж» м. Києва[1]
- Ліцей №303 суспільно-природничого профілю[2]

### Кривий Ріг
- Криворізький професійний будівельний ліцей
- Криворізький обласний ліцей - інтернат (КОЛІ)

### Львів
- Львівський державний ліцей з посиленою військово-фізичною підготовкою імені Героїв Крут (до 1996 р. - Львівський військовий ліцей імені Героїв Крут)
- Львівський економічний ліцей
- Львівський фізико-математичний ліцей
- Львівський технологічний ліцей
- Художній ліцей при Львівській національній академії мистецтв

### Одеса
- Ліцей №53
- Ліцей економіки і права
- Морський ліцей № 24
- Одеський ліцей з посиленою військово-фізичною підготовкою
- Одеський економічний ліцей Одеської міської ради
- Приморський ліцей
- Рішельєвський ліцей
- Юридичний ліцей (Одеса)
- Одеський ліцей №81

### Миколаїв
- Миколаївський морський ліцей імені професора М. Александрова

### Рівне
- Рівненський міський економіко-правовий ліцей
- Рівненський обласний ліцей-інтернат

### Харків
- Харківський професійний будівельний ліцей (ПТУ № 13)
- Харківський технічний ліцей № 173
- Харківський фізико-математичний ліцей № 27
- Харківський юридичний ліцей при Національній академії внутрішніх справ
- Харківський педагогічний ліцей № 4

### Херсон
- Академічний ліцей при Херсонському державному університеті
- Херсонський фізико-технічний ліцей  (рос.)

### Чернігів
- Ліцей №15
- Чернігівський професійний будівельний ліцей (№ 18)
- Чернігівський обласний педагогічний ліцей

### Черкаси
- Черкаський фізико-математичний ліцей (ФІМЛІ)
- Черкаський гуманітарно-правовий ліцей

### Інші міста
- Антрацитівський професійний будівельний ліцей
- Бердичівський професійний будівельний ліцей

- Березнівський ліцей

- Білозерський професійний гірничий ліцей
- Бориспільський НВК Ліцей «Дизайн-освіта» ім. П. Чубинського
- Бучацький ліцей
- Вінницький технічний ліцей
- Золочівський ліцей (м.Золочів, Львівська область)
- Загальноосвітній ліцей нових інформаційних технологій № 2 (м. Кам'янське)
- Дубровицький ліцей
- Запорізький професійний будівельний ліцей
- Івано-Франківський професійний будівельний ліцей
- Кам'янець-Подільський професійний будівельний ліцей
- Карлівський ліцей імені Ніни Герасименко
- Костянтинівський ліцей
- Кременецький ліцей імені Уласа Самчука
- Кремінський професійний ліцей
- Лисичанський професійний будівельний ліцей
- Лозівський ліцей №4
- Любашівська загальноосвітня школа І—ІІІ ступенів — ліцей
- Миколаївський ліцей «Педагог»
- Мукачівський професійний будівельний ліцей
- Ніжинський ліцей Ніжинської міської ради при НДУ імені М. Гоголя
- Ніжинський обласний педагогічний ліцей
- Решетилівський ліцей імені І.Л.Олійника
- Ровеньківський професійний будівельний ліцей (контакти)[недоступне посилання з липня 2019]
- Романівський ліцей
- Рубіжанський професійний хіміко-технологічний ліцей
- Свалявський професійний будівельний ліцей
- Свердловський професійний будівельний ліцей
- Сєвєродонецький багатопрофільний ліцей
- Сєвєродонецький професійний будівельний ліцей
- Смілянський НВК "Ліцей - ЗОШ І-ІІІ ст. "ЛІДЕР"
- Сімферопольський професійний будівельний ліцей
- Сквирський ліцей
- Славянський педагогічний ліцей
- Славутицький ліцей
- Стахановський професійний ліцей
- Судацький міський ліцей
- Тернопільський технічний ліцей
- Хмельницький професійний будівельний ліцей
- Червоноградський професійний гірничо-будівельний ліцей
- Чернігівський ліцей №22
- Чорноморський ліцей ім. Т. Шевченка